# Jacka-Gletscher
Der Jacka-Gletscher ist ein 1,3 km langer Gletscher auf der Insel Heard. Er fließt vom Hayter Peak in nordöstlicher Richtung und endet gegenüber dem Kap Vanhöffen in Form eines Gletscherbruchs
Der US-amerikanische Robbenjäger H. C. Chester kartierte ihn 1860 grob, als er zu jener zeit in den Gewässern um die Insel Heard operierte. Wissenschaftler der Australian National Antarctic Research Expeditions nahmen 1948 Vermessungen vor und benannten ihn nach dem Physiker Fred J. Jacka (1925–1992), der daran beteiligt war.